# Кечутське водосховище
Кечутське водосховище розташоване на річці Арпа в марзі (області) Вайоц-Дзор нижче за течією від міста-курорту Джермука біля однойменного села Кечут. З Кечутського водосховища побудований тунель, завдяки якому поступає вода у озеро Севан.
| Вірменія | Це незавершена стаття з географії Вірменії. Ви можете допомогти проєкту, виправивши або дописавши її. |